# سیروس طاهباز
سیروس طاهباز (زاده ۲ دی ۱۳۱۸ بندر انزلی – درگذشته ۲۵ اسفند ۱۳۷۷) نویسنده و مترجم ایرانی بود.
وی بین سال‌های ۱۳۴۹ تا ۱۳۵۷ مدیریت  انتشارات کانون پرورش فکری کودکان و نوجوانان را بر عهده داشت. طاهباز همچنین به گردآوری بیش از بیست هزار برگ از دست‌نوشته‌های نیمایوشیج پرداخت و در طول سی و پنج سال، با انتشار بیست و سه دفتر، توانست مجموعه کامل شعرهای نیما و آثاری درباره او را منتشر سازد.

## آثار
او هفتاد اثر منتشر کرد.
- شاعر و آفتاب
- بچه‌ها و کبوترها
- باغ همیشه بهار
- پیروزی بر شب
- یادگار دوست
- تک نگاری یوش
- پردرد کوهستان
- کماندار بزرگ کوهساران
- مصیبت نویسنده بودن
- تپه آویشن
- درنای صلح
- کتاب ماهی سیاه دانا
- از پا نیفتاده
- دنیا خانهٔ من است: منتخبی از شعر و نثر نیما
- زنی تنها: درباره زندگی و هنر فروغ
- دره طویل(ترجمه)، از جان استاینبک
- اسب سرخ (ترجمه)، از جان استاینبک
- گفت‌وگو با شاعران معاصر ایران